# Pittore di Kleophrades

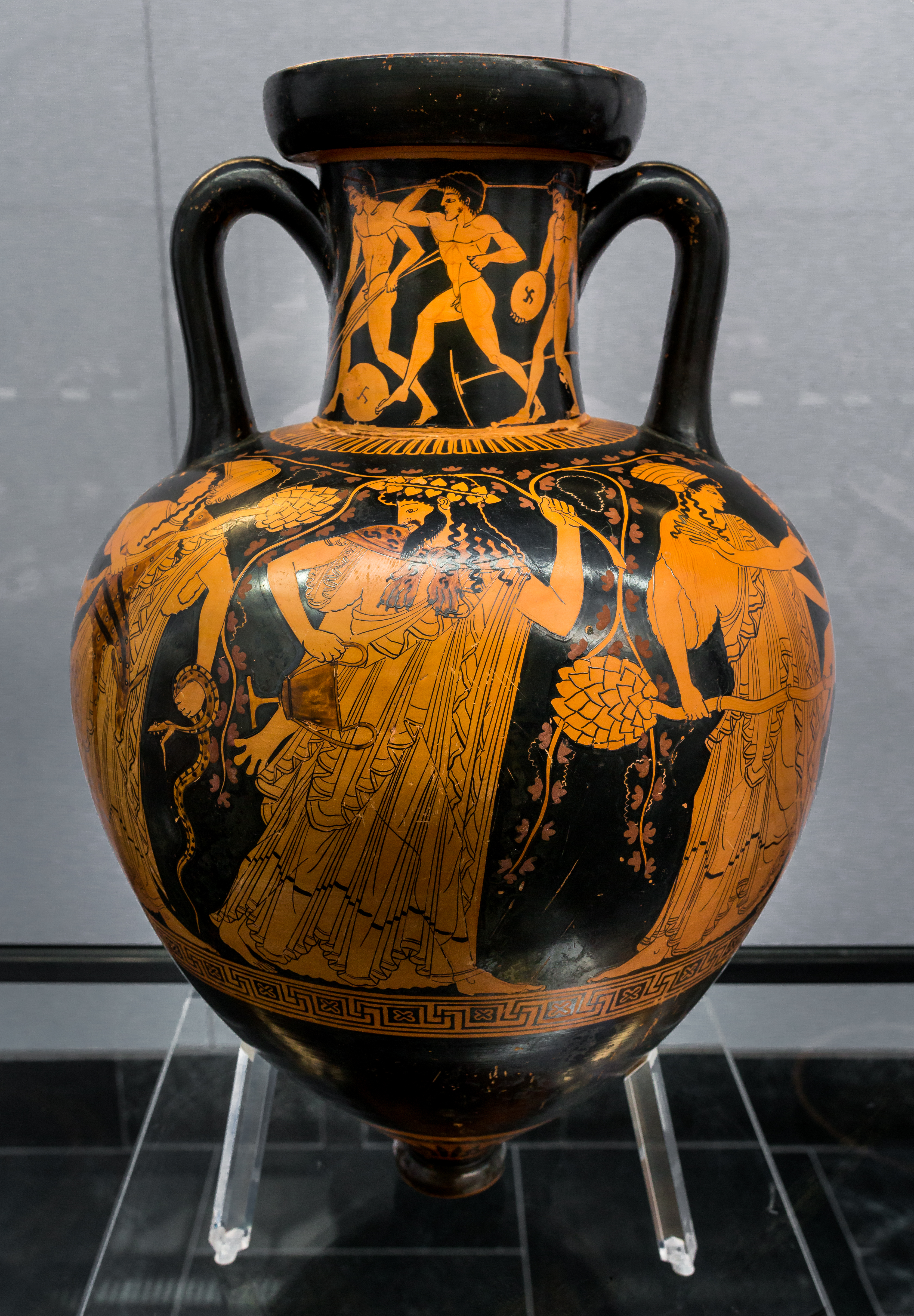
Dioniso circondato da menadi e satiri. Monaco di Baviera Staatliche Antikensammlungen 2344.

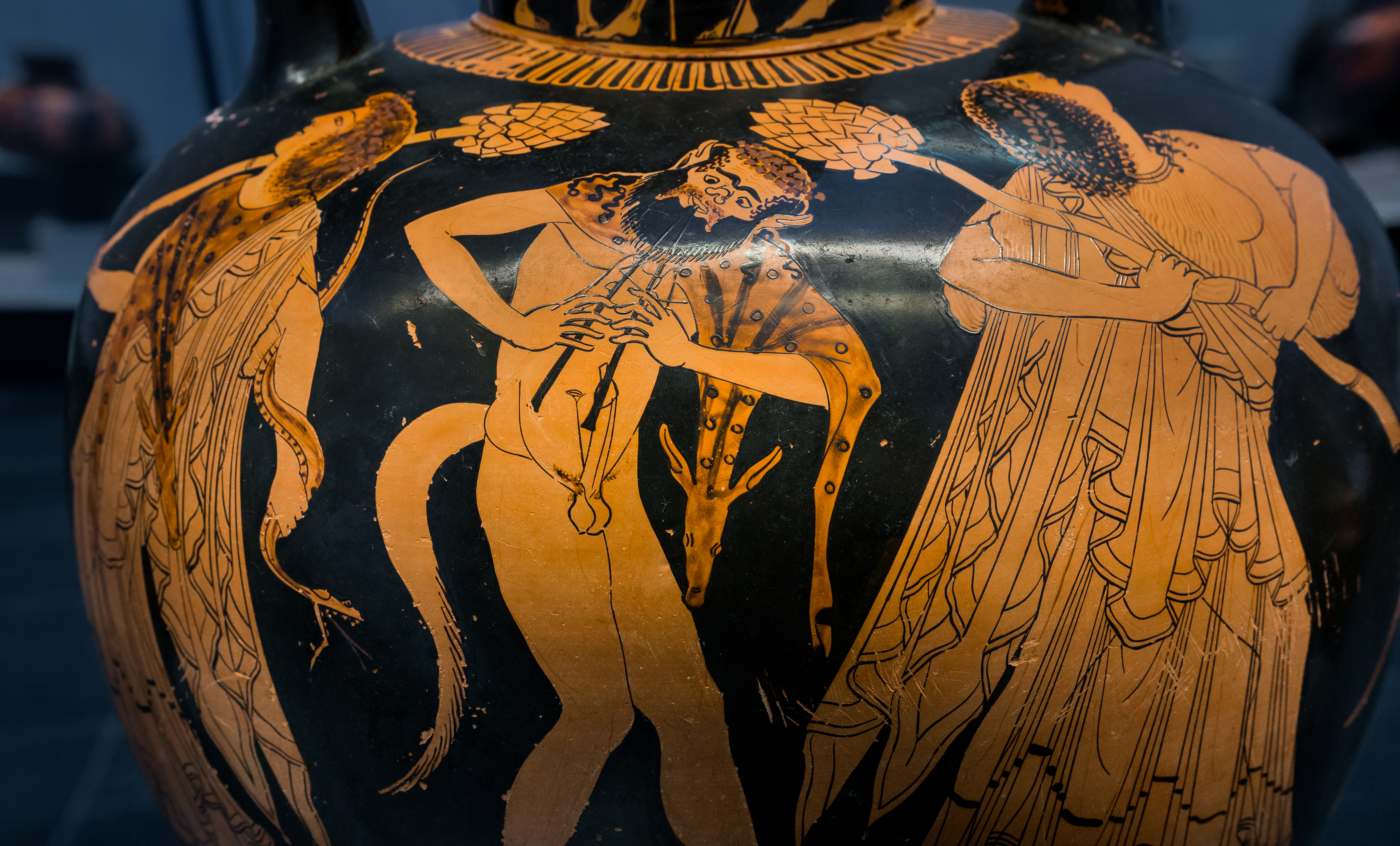
Dioniso circondato da menadi e satiri. Monaco di Baviera Staatliche Antikensammlungen 2344, particolare

Pittore di Kleophrades o anche Pittore di Cleofrade (fl. 505 a.C. / 475 a.C.) è il nome convenzionale assegnato ad un ceramografo attico.

## Attività
Fu allievo di Eutimide e attivo presso il ceramista Cleofrade, da cui prende il nome, anche se, da un vaso scoperto da non molto tempo, sappiamo che il suo nome era Epiktetos. Decorò prevalentemente vasi di grandi dimensioni: anfore, crateri a calice e a volute, pelikai, stamnoi, psykteres e numerose anfore panatenaiche a figure nere. Complessivamente gli sono stati attribuiti circa 150 lavori, dei quali solo 12 sono coppe.

## Opere
Nelle opere più antiche l'influenza dello stile di Eutimide predomina: ne è esempio il cratere a calice del Museo archeologico nazionale tarquiniense, per la pulizia del segno e la monumentalità della figura all'interno della composizione. Nelle opere della fase matura i commentatori tendono a sottolineare, da parte del Pittore di Cleofrade, una maggiore partecipazione emotiva o intellettiva al rappresentato, rispetto a contemporanei e antecedenti, che si esprime in una minore tendenza alla magnificenza dei corpi, più aderenti alle loro manifestazioni accidentali e in un maggiore interesse per gli aspetti narrativi e drammatici.

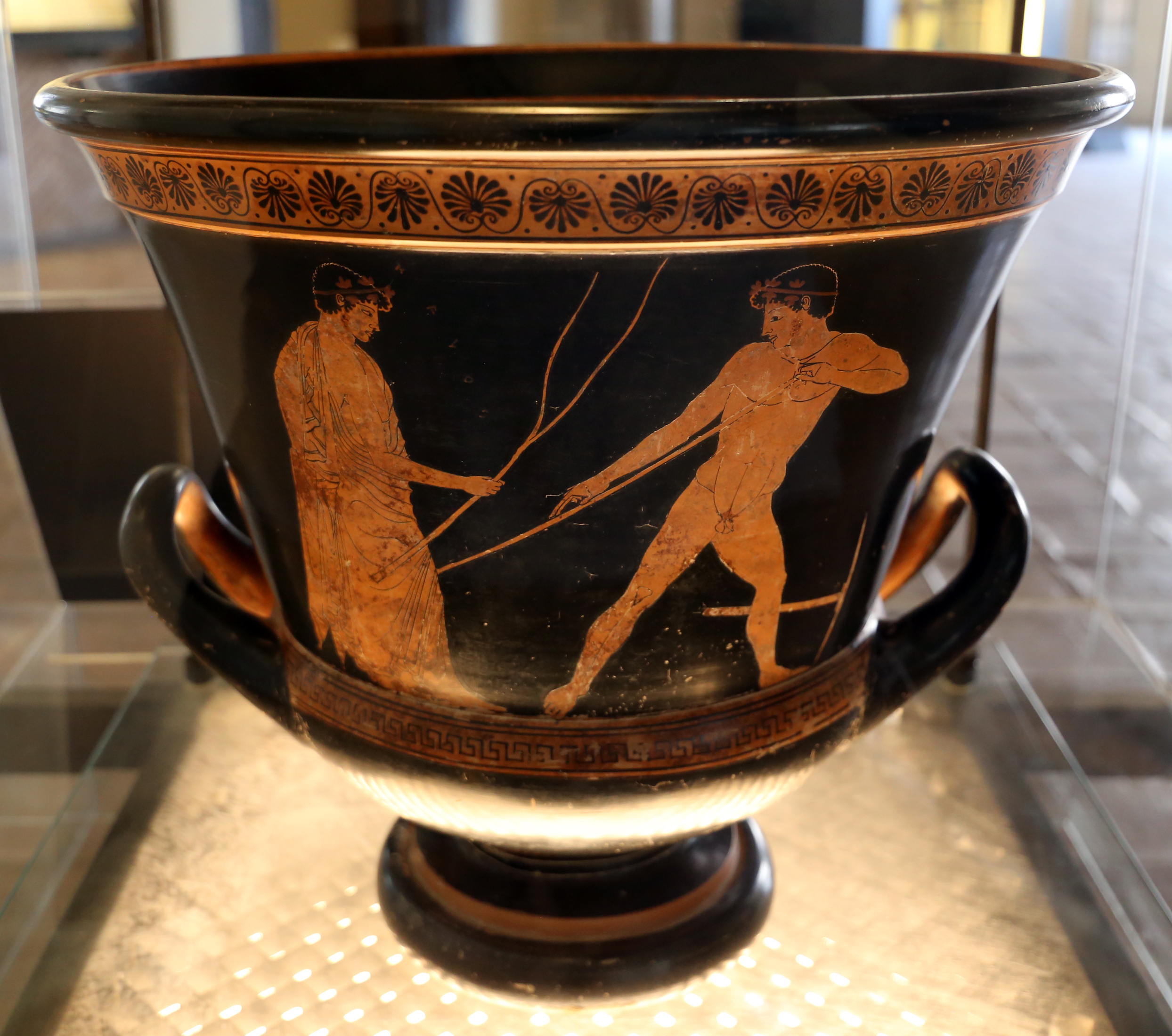
Pittore di Kleophrades, cratere a calice con atleti e allenatori, 500-490 ac.

Lo stile maturo del Pittore di Cleofrade si manifesta intorno al 490 a.C. nell'hydria del Museo archeologico nazionale di Napoli (Hydria Vivenzio) con la rappresentazione della caduta di Troia, narrata per episodi riuniti sulla spalla, a proposito della quale è stata evidenziata l'analogia con i frontoni classici per l'apice della drammaticità che dal centro si allenta verso gli estremi della composizione. Questa vicinanza di intenti rispetto ad altre arti sembra confermata dall'utilizzo di una parziale policromia dovuta alle campiture in marrone diluito, insieme alle sovradipinture porpora, quali si trovano ad esempio sull'anfora di Monaco di Baviera (Staatliche Antikensammlungen 2344), con Dioniso circondato da menadi e satiri. La particolare struttura delle figure del Pittore di Cleofrade è stata inoltre avvicinata alla scultura peloponnesiaca contemporanea (Apollo del frontone del Tempio di Zeus a Olimpia).